# Peacock-Sund
Der Peacock-Sund ist eine vereiste Meerenge von 215 km Länge und 60 km Breite, welche die Thurston-Insel von der Eights-Küste im westantarktischen Ellsworthland trennt. Sie ist nicht schiffbar, da der westliche Abschnitt vom Abbot-Schelfeis eingenommen wird.
Der Sund wurde im Februar 1940 bei Überflügen während der United States Antarctic Service Expedition (1939–1941) entdeckt und die Position mittels Luftaufnahmen der Operation Highjump (1946–1947) im Dezember 1946 bestimmt. Die Ausdehnung des Sunds entlang der gesamten Südküste der Thurston-Insel wurde bei der Expedition der United States Navy in die Bellingshausen-See im Februar 1960 aufgeschlüsselt. Benannt ist der Sund nach der USS Peacock, die unter Kapitän William L. Hudson (1794–1862) gemeinsam mit der USS Flying Fish im Rahmen der United States Exploring Expedition (1838–1842) im März 1839 für einige Tage an der Packeisgrenze nördlich der Thurston-Insel entlang gesegelt ist.